# Murray Walker
Pour les articles homonymes, voir Walker.
Murray Walker, né le 10 octobre 1923 à Birmingham (Angleterre) et mort le 13 mars 2021 à Fordingbridge, est un journaliste britannique. Avant de prendre sa retraite en 2001, il commentait les Grands Prix de Formule 1 sur la télévision britannique.

## Biographie
Couvrant les épreuves de Formule 1 depuis la fin des années 1950 pour le compte de la BBC, Murray Walker s'est rapidement rendu célèbre pour son style de commentaires, dans lequel des accès de lyrisme incontrôlés (« même quand il est calme, on a l'impression que son pantalon est en feu » dira de lui un confrère) alternaient avec des considérations absurdes et des lapsus comiques.
Devenu « la voix » de la Formule 1 en Grande-Bretagne, il quitte la BBC au milieu des années 1990 pour rejoindre ITV qui s'est portée acquéreur des droits de retransmission de la Formule 1.
En septembre 2001, à 77 ans, Walker arrête de commenter les épreuves. Jouant la carte de la nostalgie, la BBC lui demande de sortir de sa retraite en 2005 pour commenter les épreuves du championnat Grand Prix Masters, une discipline qui met aux prises d'anciennes gloires de la Formule 1. En 2006 l'écurie Honda F1 le recrute pour divertir ses invités lors des Grands Prix.
En juin 2013, Murray Walker annonce souffrir d'un cancer du système lymphatique, en précisant pouvoir être traité médicalement avec de grandes chances de succès par des séances de chimiothérapie : « Mon cancer a été décelé incroyablement tôt. Il est traitable. Les médecins m'ont dit que j’étais en bonne condition physique et je suis donc très optimiste. »
Il meurt le 13 mars 2021 à l'âge de 97 ans.